# Josefina Vázquez Mota

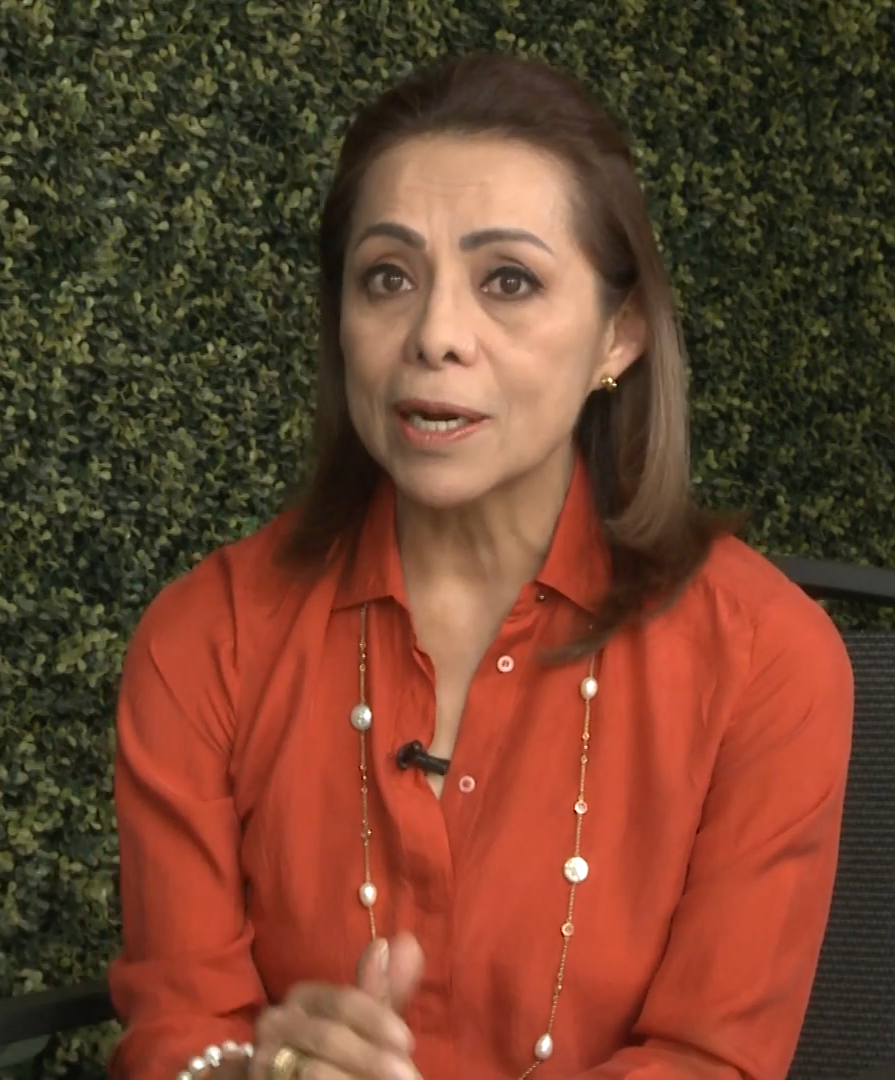
Josefina Vázquez Mota

Josefina Eugenia Vázquez Mota (Mexico-Stad, 20 januari 1961) is een Mexicaans politica van de Nationale Actiepartij (PAN).

## Politieke carrière
Vázquez Mota studeerde economie aan het Nationaal Polytechnisch Instituut (IPN) en aan de Ibero-Amerikaanse Universiteit. In 2000 werd zij in de Kamer van Afgevaardigden gekozen toch trad na een paar maanden terug om minister van sociale ontwikkeling te worden in het kabinet van Vicente Fox. In 2005 trad zij af als minister om campagneleider te worden van de presidentscampagne van Felipe Calderón. Nadat Calderón de verkiezingen had gewonnen werd ze gezien als een waarschijnlijke kandidaat als minister van binnenlandse zaken, maar in plaats daarvan benoemde Calderón haar tot minister van onderwijs.
Op 4 april 2009 trad ze af als minister na een conflict met Elba Esther Gordillo, de machtige voorzitster van de Nationale Vakbond voor Arbeiders in het Onderwijs (SNTE). Vázquez Mota werd in hetzelfde jaar gekozen in de Kamer van Afgevaardigden, waarin zij fractievoorzitter van de PAN werd.
Vázquez Mota was PAN-kandidate voor presidentsverkiezingen van 2012; zij versloeg in de voorverkiezing Ernesto Cordero en Santiago Creel. Vázquez Mota is de eerste vrouwelijke presidentskandidaat voor een grote partij. Ze behaalde de derde plaats met 25.39% van de stemmen.
Daarna is Vázquez Mota nog in de race geweest voor voorzitter van de PAN en gouverneur van de deelstaat Mexico. In 2018 werd ze gekozen tot senator.

## Publicaties
Vázquez Mota is auteur van diverse publicaties:
- Cuando los hijos mandan[3]
- Dios mío, hazme viuda[4]
- Nuestra oportunidad[5]